# Катар на Светском првенству у атлетици на отвореном 2017.
Катар је учествовао на Светском првенству у атлетици на отвореном 2017. одржаном у Лондону од 4. до 13. августа шеснаести пут, односно учествовао је на свим првенствима до данас. Репрезентацију Катара представљало је 5 такмичара који су се такмичили у 5 дисциплина.,
На овом првенству Катар је по броју освојених медаља делио 17. место са 2 освојене медаље (златна и бронзана).. У табели успешности према броју и пласману такмичара који су учествовали у финалним такмичењима (првих 8 такмичара) Катар је са три учесника у финалу делио 26. место са 16 бодова.
| Плас. | Земља | 1. место | 2. место | 3. место | 4. место | 5. место | 6. место | 7. место | 8. место | Бр. финал. | Бод. |
| ----- | ----- | -------- | -------- | -------- | -------- | -------- | -------- | -------- | -------- | ---------- | ---- |
| =26.  | Катар | 1        | 0        | 1        | 0        | 0        | 0        | 1        | 0        | 3          | 16   |

## Учесници
Мушкарци:
- Абделилах Харун — 400 м
- Абдерахаман Самба — 400 м препоне
- Мутаз Еса Баршим — Скок увис
- Ashraf Amgad Elseify — Бацање кладива
- Ахмед Бадер Магор — Бацање копља

## Освајачи медаља (2)

### Злато (1)
- Мутаз Еса Баршим — Скок увис

### Бронза (1)
- Абделилах Харун — 400 м

## Резултати

### Мушкарци
| Атлетичар            | Дисциплина     | Лични рекорд | Квалификације | Квалификације | Полуфинале           | Полуфинале   | Финале   | Финале      | Детаљи |
| Атлетичар            | Дисциплина     | Лични рекорд | Резултат      | Место         | Резултат             | Место        | Резултат | Место       | Детаљи |
| -------------------- | -------------- | ------------ | ------------- | ------------- | -------------------- | ------------ | -------- | ----------- | ------ |
| Абделилах Харун      | 400 м          | 44,27 НР     | 45,27 КВ      | 3. у гр. 6    | 44,64 кв, ЛРС        | 3. у гр. 2   | 44,48    |             |        |
| Абдерахаман Самба    | 400 м препоне  | 48,31        | 49,39 КВ      | 2. у гр. 3    | 48,75 КВ             | 1. у гр. 3   | 49,74    | 7 / 36 (40) |        |
| Мутаз Еса Баршим     | Скок увис      | 2,43 НР      | 2,31 КВ       | 1. у гр. А    |                      |              | 2,35     |             |        |
| Ashraf Amgad Elseify | Бацање кладива | 78,19 НР     | 71,87         | 11. у гр. Б   | Није се квалификовао | 23 / 32      |          |             |        |
| Ахмед Бадер Магор    | Бацање копља   | 85,23 НР     | 83,83 КВ      | 3. у гр. А    | 81,77                | 10 / 31 (32) |          |             |        |